# يان هوم
يان هوم (بالسويدية: Jan Hoem؛ بالنرويجية البوكمول: Jan Hoem) هو أستاذ جامعي وبروفيسور نرويجي وسويدي، ولد في 17 أبريل 1939 في كريستيانسوند في النرويج، وتوفي في 25 فبراير 2017 في ستوكهولم في السويد.